# Стална бактериолошка станица у Београду
Стална бактериолошка станица у Београду била је до оснивања и почетка рада Централног хигијенског завода Краљевине Југославије 1924. године, као главног тела за координацију свих станица у Краљевини, била једна од осам сталних бактериолошких станица на територији  Србије.

## Историја
Након завршетка Великог рата у коме је главну реч имао војни санитет, у новооснованој Краљевини Југославији  јавио се недостатак систематске епидемиолошке службе, јер су заразне болести харале у ратом опустошеној земљи.
Као одговор на алармантну епидемиолошку ситуацију  у Краљевини  грађанска власт кроз новосновано Министарства народног здравља, упоредо са радикалном и савременом законском регулативом од 1919. године, као једну од  првих мера покренуло је оснивање Сталне епидемијске комисије, саветодавног органа Министарства народног здравља за питања хигијене и епидемиологије. У центру пажње ове комисије, која је почела рад 1919. године, било је изучавање народног здравља, спречавање заразних болести и подизање здравствене културе народа, и организовање осам сталних бактериолошких станица са седиштем у следећим градовима: Београд, Нови Сад, Шабац,  Зајечар, Нови Пазар, Ниш, Суботица и Велики Бечкерек.
За мање од пет година Министарство народног здравља организовало је мрежу сталних бактериолошких станица и епидемиолошких завода на нивоу целе Краљевине. Једна од тих новооснованих станица била је и Стална бактериолошка станица у Београду, која је основане Уредбом од 1920. године, а почела са радом марта 1922. године.

### Оснивање и задаци бактериолошке станице у Београду
Стална бактериолошка станица у Београду, која је почела је са радом почетком марта 1922. године, првобитно је била смештена у Улици Проте Матеје бр. 4.
Станица је радила под руководством  др Стеван З. Иванић, шефа хигијенско-бактериолошког одсека при Хигијенском одељењу Министарства народног здравља, касније директора Централног хигијенског завода.

### Задаци
Задаци Станице били су:
- проучавање, истраживање и сузбијање заразних болести,  и дају мишљење по епидемијским питањима,
- да санитетским властима помажу давањем стручног мишљење за сузбијање епидемија и ендемија,
- спровођење дезинфекције и вакцинације,
- да израђују вакцине и снабдевају серумима и вакцинама санитетске установе и управе на својој територији,
- стручно вршење прегледа животних намирница,
- стручно вршење медицинско-хемијских анализа,
- да испитују тачност приправљања медикамената у апотекама, за које се тражи да буду стерилни,
- испитивање квалитета воде за пиће.

### Надлежност станице
Станица је покривала град Београд, округе: Београдски, Смедеревски, Крагујевачки, Руднички, Моравски, Пожаревачки, а од Баната – срез Панчевачки, Ковински, Вршачки и Белоцрквански, и од Срема: котар Земунски и град Земун.

### Активности
Дезинфекција терена
У првом кварталу 1923. године Београдска станица је у наредне две године радила на дезинфекцији терена,  са једним лекарем и пет дезинфектора. На крају двогодишњег рада  на дезинфекцији у Београду, забележено је да: „број заразних болести у Београду опада, иако се не може рећи да се хигијенске прилике у њему поправљају. Напротив, постају можда и горе”.
Испитивање маларије
У мају 1924. године Београдска станица је започела рад на испитивању маларије, након што је још у марту издала плакате, позивајући оне који су претходне године имали маларију да се поново прегледају.
Разлог за појаву маларије у Београду 1920-их година био је велики број маларичних бара, шевара, лугова и мртваја, дуж обала Саве, Дунава и Топчидерске реке, површине око 180 хектара.  Од укупно 46 бара 1923. године 16 локалитета и 12 бара није пресушивало током лета. Од 36 бара око Дунава било је заражено ларвама маларичног комарца. Највећа бара у граду звана Венеција такође је била заражена ларвама маларичног комарца.
Рад у амбулантама
Током прве половине 1924. године станица је имала помоћне станице у Железничкој амбуланти, у амбуланти Бродарског синдиката, у Општинској амбуланти, у амбуланти Уреда (два пута дневно), као и у Општинској бактериолошкој лабораторији.
У извештају о раду бактериолошких станица за април, мај и јуни 1924. године забележено је да су у мају и јуну лекари обишли преко 40 села.
Хигијенска контрола воде
Крајем 1924. године, након што је Београдска општинска лабораторија почела да врши свакодневну анализу воде, шеф Бактериолошке станице Иванић је изјавио да државна лабораторија од месеца децембра врши контролу Савске воде сваке недеље након што су: „државна, војна и општинска бактериолошка лабораторија вршиле [су] читав месец дана разна испитивања у правцу да одреде колика је најмања количина хлора потребна, па да у води не буде бактерија” .

## Значај
До почетка рада Централног хигијенског завода у Београду крајем 1924. године,  стална бактериолошких станица у Београду била је својеврсни дезинфекциони пункт  али и теренски пропагатор превентивних мера у Београду.
Станица се показала кључном у сузбијању заразних болести као што су маларија, тифус, антракс и сл на територији Београда у периоду од 1919 до 1925. године.

## Реорганизација
Исте године када је основана Стална бактериолошка станица у Београду формирана је и Лабораторија за тропске и паразитарне болести, а наредне године и Институт за социјалну медицину. Спајањем ових установа са Сталном епидемијском комисијом 1924. основан је Централни хигијенски завод  као средиште целокупне хигијенске службе у Краљевини Југославији којем су биле  подређене све хигијенске установе.